# LSTM (satellite)
Pour les articles homonymes, voir LSTM.
Sentinel-8 ou LSTM (acronyme de Land Surface Temperature Monitoring) est un satellite d'observation de la Terre de l'Agence spatiale européenne développé dans le cadre du programme Copernicus de l'Union Européenne.  L'instrument principal de LSTM   est un radiomètre infrarouge à haute résolution spatio-temporelle qui doit mesurer la température de la surface des terres. La mission répond à des besoins prioritaires de la communauté des utilisateurs de l'agriculture et a pour objectif d'améliorer la production agricole de manière soutenable dans un contexte d'une diminution des ressources en eau et de variabilité du climat. La mesure de la température de la surface et le calcul dérivé de l'évapotranspiration sont des variables clés permettant de comprendre et de répondre à la variabilité du climat, de gérer les ressources en eau pour les besoins de l'agriculture, de prédire les sécheresses, de gérer la dégradation des sols, les catastrophes naturelles tels que les incendies, les éruptions volcaniques, de gérer les eaux côtières et les eaux intérieures ainsi que les problèmes liés au réchauffement dans les villes. Deux exemplaires de ce satellite doivent être placés sur une orbite héliosynchrone vers 2028.  

## Historique
La mission LSTM fait partie de la  deuxième génération de satellites Sentinel du programme Copernicus de l'Union Européenne dont la phase de spécifications a débuté au début des années 2020 pour répondre à la fois à des besoins non satisfaits par les satellites déjà déployés ou en cours de déploiement et pour accroitre les capacités du segment spatial du programme. Le développement du satellite est co-financé par l'Union Européenne et l'Agence spatiale européenne maitre d’œuvre du segment spatial. Le développement du satellite a été confié en juillet 2020, dans le cadre d'un contrat de 380 millions €, à l'établissement espagnol de Airbus Defence and Space. Le lancement définitif du projet doit être confirmé courant 2021.

## Caractéristiques techniques

### Radiomètre à micro-ondes
L'instrument principal du satellite LSTM est un  radiomètre infrarouge.

## Déroulement de la mission
Deux exemplaires du satellite LSTM doivent être placés sur une orbite héliosynchrone vers 2028,,.